# پسر کارپنتر
پسر کارپنتر (انگلیسی: The Carpenter's Son) یک فیلم ترسناک فرانسوی-آمریکایی به نویسندگی و کارگردانی لطفی ناتان است. در این فیلم نیکلاس کیج، اف‌کی‌ای توئیگز، نوآ جوپ و سهیلا یعقوب به ایفای نقش پرداخته‌اند.

## بازیگران
- نیکلاس کیج در نقش کارپنتر[۱]
- اف‌کی‌ای توئیگز در نقش مادر[۱]
- نوآ جوپ در نقش پسر[۱]
- سهیلا یعقوب[۱]

## تولید
در مه ۲۰۲۴ اعلام شد که نیکلاس کیج، اف‌کی‌ای توئیگز، نوآ جوپ و سهیلا یعقوب برای بازی در این فیلم انتخاب شده‌اند.
فیلم‌برداری اصلی در مگارا، یونان در سپتامبر ۲۰۲۴ آغاز شد. در جریان فیلم‌برداری گزارش شد که کیج در یکی از غارهایی که به‌عنوان لوکیشن انتخاب شده بود، مورد حملهٔ دسته‌ای از زنبورها قرار گرفته است.

## انتشار
در مه ۲۰۲۵، شرکت مگنولیا پیکچرز حقوق توزیع این فیلم در ایالات متحده را به دست آورد.